# Lisetta Carmi
Annalisa Carmi, meglio conosciuta come Lisetta Carmi (Genova, 15 febbraio 1924 – Cisternino, 5 luglio 2022), è stata una fotografa italiana, famosa per i suoi reportage di impegno sociale realizzati negli anni sessanta e settanta, come i camalli di Genova, i travestiti di Via del Campo, i campi profughi palestinesi.

## Biografia
Annalisa Cesarina Carmi, chiamata Lisetta, nacque a Genova nel 1924, la minore dei tre figli di Attilio Carmi e Maria Pugliese, una famiglia borghese di origine ebraica. Frequentò le scuole a Genova fino all'età di quattordici anni, quando nel 1938, in seguito alla promulgazione delle leggi razziali fasciste, venne espulsa dal liceo in cui era iscritta. Non più libera di frequentare i suoi ex compagni e privata della compagnia dei fratelli Eugenio e Marcello, mandati dai genitori in un collegio a Zugerberg, nella Svizzera tedesca, Lisetta affrontò un periodo di solitudine e di sconforto.
Del suo rapporto con l'ebraismo dirà più tardi in un'intervista: «Noi eravamo una famiglia laica, ma io sento moltissimo l’appartenenza al popolo ebraico: un popolo che ha sofferto, che ha sempre dovuto scappare, farsi accettare e che in fine hanno cercato di sterminare. Gli ebrei conoscono la sofferenza e credo di dovere al fatto di essere ebrea la comprensione che in tutta la vita ho avuto per chi soffre».

### Carriera come pianista
Dopo la fine forzata dei suoi studi nella scuola pubblica, lo studio del pianoforte, iniziato quando aveva dieci anni, diventò la sua unica attività, assorbendola totalmente. Prese lezioni dal maestro Alfredo They, allievo di Ferruccio Busoni, e superò gli esami di livello presso il Conservatorio di Genova.
Con l'inizio della seconda guerra mondiale, per sfuggire alle persecuzioni razziali si trasferì con la famiglia da parenti in provincia di Alessandria, presso i quali il padre fece trasportare il pianoforte da Genova su un carro trainato da buoi. Nel 1943, dopo una retata di ebrei nella sinagoga di Genova, raggiunse la Svizzera, dove proseguì i suoi studi al conservatorio di Zurigo. Ricevette lezioni di letteratura da Franco Fortini, anche lui rifugiato in territorio elvetico. Alla fine della guerra, tornata a Genova, riprese a suonare con il suo maestro, Alfredo They, e nel 1946 si laureò in pianoforte presso il conservatorio di Milano.
Iniziò presto a fare concerti in giro per il mondo, il primo dei quali in Germania, a Bayreuth, dove ricevette positive recensioni sui giornali tedeschi per la sua tecnica impeccabile e il suo temperamento artistico. Continuò la sua attività di concertista in Svizzera, in Italia e in Israele, proponendo un repertorio classico, comprendente musica di artisti come Beethoven, Scarlatti, a cui accostò brani di musicisti italiani del Novecento, fra cui Luigi Dallapiccola, Luigi Cortese e Tito Aprea.
Nel 1960, grazie all'amicizia con Leo Levi, tornò in Israele per intraprendere, in varie città, una lunga tournée che si concluse con un'esibizione nel kibbutz a Nethanya. Si esibì con il maestro They riproducendo la Suggestione diabolica, Opera 4 e La toccata, Opera 11 di Prokof'ev presso il Centro siderurgico Oscar Sinigaglia dell’Italsider di Cornigliano e nelle Ferriere della Fiat a Torino, per il documentario L’uomo, il fuoco, il ferro, frutto di una collaborazione tra il fratello artista Eugenio Carmi e il regista svizzero Kurt Blum.
Il 30 giugno 1960 decise di partecipare allo sciopero di protesta indetto dalla Camera del Lavoro di Genova contro la convocazione in città del sesto congresso del Movimento Sociale Italiano. Il disaccordo manifestato dal suo maestro, spaventato dalla possibilità che eventuali disordini potessero mettere a repentaglio la sua integrità fisica, compromettendo la sua carriera di pianista, la indusse a una reazione improvvisa e definitiva: «Ricordo benissimo di avergli risposto che se le mie mani erano più importanti del resto dell'umanità avrei smesso di suonare il pianoforte».
La sua carriera di pianista si chiuse con questo convincimento: «Ero stata amica di Luigi Dallapiccola, di Luigi Nono ma sapevo che li avrei ritrovati sotto una forma diversa».

### Carriera come fotografa
(Lisetta Carmi, Intervista a La Repubblica, 2013)
La "seconda vita" di Lisetta Carmi, come lei stessa definì gli anni successivi alla sua decisione di abbandonare l'attività concertistica, iniziò nel 1960 con il suo avvicinamento alla fotografia. Avvenne durante un viaggio con l'amico musicologo Leo Levi in Puglia, dove lo studioso intendeva registrare i canti della comunità ebraica di San Nicandro Garganico. Per l'occasione Lisetta acquistò la sua prima macchina fotografica, Agfa Silette con nove rullini, per riprendere le esperienze di quel viaggio.
Al suo ritorno a Genova, gli apprezzamenti ricevuti per le foto realizzate la spinsero a intraprendere la carriera di fotografa. A Berna si affidò agli insegnamenti del fotografo e regista Kurt Blum, amico del fratello Eugenio, che le insegnò i processi di stampa e sviluppo fotografico. L'invito da lui ricevuto di "guardare sempre cosa c'è dietro" quello che si intende immortalare, diventerà la chiave del suo percorso da fotografa, durante il quale utilizzerà la fotografia come "strumento per la ricerca di verità".
Nel 1962, sempre tramite il fratello Eugenio, conobbe il direttore del Teatro Duse, Ivo Chiesa, che le assegnò un lavoro come fotografa di scena; durante i tre anni in cui svolse questa attività, entrò in contatto con vari artisti, come Luigi Squarzina, Giuliano Scabia, Emanuele Luzzati, Carlo Quartucci e Aldo Trionfo.
Nel 1965 realizzò un reportage in Sardegna; nello stesso anno, creò un'opera grafica dedicata al Quaderno Musicale di Annalibera di Luigi Dallapiccola, stampando e rilegando in proprio la maquette. In questo progetto accostò il lavoro musicale del compositore a un corrispettivo "segno fotografico" per ognuno degli 11 brani presenti nel quaderno: procedette stampando un negativo, esponendolo alla luce per farlo diventare scuro e quindi graffiandolo. Scelse infine una sua fotografia e una dell'artista, aggiungendovi un suo testo scritto. Il volume venne pubblicato dalla casa editrice Sedizioni nel 2005.

#### Genova e i camalli
Nello stesso periodo venne assunta dal Comune di Genova per svolgere dei servizi fotografici in vari luoghi della città: l'anagrafe, gli ospedali Gaslini e Galliera, il centro storico e le fogne cittadine. Nel 1963 iniziò a frequentare la Galleria del Deposito, fondata dal Gruppo Cooperativo di Boccadasse, dove entrò in contatto con le avanguardie artistiche del momento.
Nel 1964 l'amica Enrica Basevi, allora dirigente della Società di Cultura di Genova, le propose di prendere parte al progetto Genova porto: monopoli e potere operaio realizzando un reportage sulle condizioni di lavoro dei camalli. Le fotografie vennero presentate in una serie di mostre, fra cui quella alla Casa della Cultura di Genova-Calata del Porto organizzata dalla FILP-CGIL, cui parteciparono Giuliano Scabia, che scrisse le didascalie per le foto, e Aristo Ciruzzi che collaborò per l’allestimento. Molto apprezzata, la mostra venne ripetuta anche in altre città, come Torino, dove le fotografie vennero presentate al Circolo Gobetti da Norberto Bobbio, e all'estero, in Unione Sovietica. Carmi si autodefiniva una "una vecchia comunista", più per carattere che per ideologia; iscritta al Partito per alcuni anni, lo abbandonò in seguito perché «orrendamente staliniano».
Nel suo lavoro di fotografa collaborò con diverse riviste italiane, tra cui Il Mondo, Vie Nuove e L’Espresso. Nel gennaio del 1965 si recò a Piadena, dove realizzò un reportage sui luoghi e i personaggi del comune lombardo, fra cui il maestro Mario Lodi e il Duo di Piadena, protagonisti di quel "laboratorio culturale". Le fotografie vennero esposte nel 2018 nella mostra Un paese 50 anni dopo. Lisetta Carmi a Piadena: fotografie 1965, a cura di G.B. Martini.
Dal 5 al 19 dicembre del 1965 si recò a Parigi, dove effettuò un reportage sulla metropolitana, diventato il libro Métropolitain, composto dalle sue fotografie e da alcuni testi di Instantanés di Alain Robbe-Grillet; l'anno successivo Métropolitain si posizionò al secondo posto nel Premio per la cultura della Fotografia di Fermo.

#### I travestiti
Il capodanno del 1965, grazie all'amico Mauro Gasperini, Lisetta Carmi incontrò la comunità di travestiti che frequentavano l'antico ghetto ebraico di Genova, dalle parti di Via del Campo; una di loro, "la Morena", ispirò l'omonima canzone di De Andrè. Ne nacque un rapporto di amicizia, durato sei anni, durante i quali Carmi fotografò la realtà quotidiana di quella comunità che tutti conoscevano ma fingevano di ignorare. Le foto dei travestiti, inizialmente presentate solo in bianco e nero e in seguito ristampate a colori, erano insolite per quei tempi e vennero ritenute scandalose. Mettevano in luce il sentimento di vicinanza della fotografa genovese con le figure emarginate dalla società, presente anche nella maggior parte dei suoi reportage. Accompagnate dai testi delle interviste dello psichiatra Elvio Fachinelli, vennero raccolte in un libro, I travestiti, pubblicato nel 1972 da Sergio Donnabella che per realizzare questo progetto fondò appositamente la casa editrice Essedi.
Le tremila copie stampate, per una spesa di circa dieci milioni di lire, vennero rifiutate dai canali di vendita ufficiali per i contenuti ritenuti scabrosi. La libreria Remo Croce di corso Vittorio a Roma ne comprò cento copie, e alla presentazione erano presenti Dacia Maraini a Alberto Moravia, mentre a Milano "Cesare Musatti si rifiutò di presentarlo dicendo che per lui erano tutta gente da mettere all’ospedale". Lisetta Carmi, l’editore, il grafico e altre persone coinvolte ne smistarono diversi esemplari ad amici o li vendettero per proprio conto; la scrittrice Barbara Alberti salvò il migliaio di copie rimaste prelevandole in tipografia con un camion, custodendole come soprammobili nella propria casa e regalandole un po' alla volta agli amici. Negli anni a seguire il libro diventò un oggetto di culto.

#### Ezra Pound
L'11 febbraio del 1966 Lisetta si recò con il direttore dell’ANSA di Genova a Sant’Ambrogio di Zoagli per fotografare Ezra Pound, allora nella sua residenza ligure. Nonostante l'incontro con il poeta statunitense fosse stato brevissimo e si fosse svolto senza che questi pronunciasse alcuna parola, Carmi riuscì a scattare diverse foto molto significative, con le quali partecipò all'edizione italiana del Premio Niépce, aggiudicandosi il primo premio. Umberto Eco, membro della giuria, avrebbe commentato che quella sequenza di foto diceva del poeta più di tutti gli articoli scritti su di lui. Il servizio su Ezra Pound nel 1967 venne pubblicato sulla rivista Marcatré e nel 2005 raccontato nel libro L'ombra di un poeta. Incontro con Ezra Pound.

#### 1966-1976
Nell'ottobre 1966 viaggiò nei Paesi Bassi, dove fotografò i protagonisti del movimento di protesta dei Provos. Tornata a Genova realizzò un reportage sulle tombe del cimitero monumentale di Staglieno intitolato Erotismo e autoritarismo a Staglieno, che nonostante non sia stato immediatamente compreso e pubblicato, contribuì a far conoscere la fotografa a livello nazionale.
(Lisetta Carmi, Citato in Giovanna Calvenzi, Le cinque vite di Lisetta Carmi, Bruno Mondadori, 2013, p. 41. ISBN 9788861599376)
A novembre del 1966 si recò a Firenze dopo l'alluvione che devastò la città e realizzò vari still-life che rappresentarono un'importante testimonianza del disastro accaduto. Dal 10 al 12 giugno del 1967, durante il Convegno di Ivrea, nel quale si confrontarono i maggiori artisti del Teatro di Ricerca in Italia, eseguì diversi ritratti dei partecipanti, fra cui Carmelo Bene, Sylvano Bussotti, Edoardo Sanguineti, Cathy Berberian, Franco Quadri e Alberto Arbasino. Nell'estate del 1967, poco dopo la fine della guerra dei sei giorni, visitò Israele e fotografò le drammatiche conseguenze della guerra sui villaggi e sulle condizioni di vita nei campi-profughi palestinesi, empatizzando con questa popolazione. Israele, in cui decise di non fare più ritorno, per lei diventò la “Terra dei due Popoli”, e il suo rapporto con questo paese rimase per sempre irrisolto. Il 19 ottobre del 1968 produsse un reportage sul parto naturale nell'Ospedale Galliera di Genova.
Nel 1969 Carmi intraprese un viaggio di tre mesi in America Latina, dove visitò Venezuela, Colombia e Messico, realizzando diversi servizi fotografici sia in bianco e nero che a colori, pubblicati su vari periodici, come Le compere di S. Giorgio, Esso Rivista e Tempi Moderni. Al suo ritorno in Italia si recò a Roma per assistere al Contro-congresso di psicanalisi organizzato da Elvio Fachinelli, dove incontrò e fotografò Jacques Lacan. Nel 1970 viaggiò in Oriente e con la sua macchina fotografica documentò l'Afghanistan, l'India, il Nepal e il Pakistan.
Nel 1973, su invito di Lanfranco Colombo, partecipò alla mostra collettiva "The Concerned Photographer. Gruppo Italiano", prodotta nell'ambito delle attività dell'omonimo gruppo fondato nel febbraio dello stesso anno dal prestigioso gallerista e fotografo milanese. Svoltasi nelle Sale Apollinee del Teatro La Fenice di Venezia, la mostra accomunò fotografi che - come Gabriele Basilico, Gianni Berengo Gardin, Luciano D’Alessandro, Ferdinando Scianna e la stessa Lisetta Carmi - interpretavano la fotografia come indagine sociale.
Nel 1974 Carmi si recò a Belfast dove fotografò la città scossa dai conflitti fra repubblicani e lealisti. Nel 1976 viaggiò in Sicilia, su proposta della casa editrice Dalmine, per la realizzazione del libro fotografico Acque di Sicilia, incentrato sui corsi d'acqua dell'isola, che comprendeva testi di Leonardo Sciascia. L'anno dopo l'opera venne pubblicata e vinse il premio mondiale del libro a Lipsia. Il progetto in Sicilia rappresentò l'ultimo reportage nella carriera di Lisetta come fotografa. I successivi scatti saranno dedicati al suo maestro spirituale Babaji, raccolti nel 2019 nel volume Shri Babaji Mahavatar dell’Himalaya.
Dal 1989 al 1993 le fotografie di Lisetta rividero la luce grazie al prezioso lavoro di Patrizia Pentassuglia la quale organizzò, nel 1991, a Rennes la mostra personale "Regards et Sourires" . Nel 1993, dopo un lungo lavoro di recupero del materiale fotografico, apparve la biografia di Lisetta Carmi nella Tesi di Laurea di Patrizia Pentassuglia: "Una vita alla ricerca della verità. L'esperienza fotografica in Lisetta Carmi"; prima e completa biografia di Lisetta Carmi.
Nel gennaio 2009, Lisetta Carmi incontrò alla Cineteca di Bologna gli studenti dell'Istituto Aldrovandi Rubbiani: "La traccia di un incontro" (a cura di Patrizia Pentassuglia).

### Incontro con Babaji
Durante uno dei suoi viaggi in Oriente, nel marzo 1976 Lisetta incontrò il maestro yogi indiano Babaji, e ne rimase a tal punto colpita da decidere di cambiare vita. Nel 1979 comprò un trullo e fondò a Cisternino, in Puglia, l'ashram Bhole Baba; da quel momento si dedicò alla diffusione degli insegnamenti del suo maestro e ad una vita di meditazione. In seguito i suoi interessi si orientarono verso lo studio e la riproduzione di calligrafia cinese.

### Morte
Lisetta Carmi morì nella sua casa cistranese il 5 luglio 2022, all'età di 98 anni.

## Libri
Il suo lavoro fotografico e la sua vita sono documentati in libri e cataloghi, tra cui:
- Lisetta Carmi, I travestiti, Roma, Essedi Editrice, 1972.
- Lisetta Carmi e Leonardo Sciascia, Acque di Sicilia, Bergamo, Dialmine, 1977.
- Lisetta Carmi, L'ombra di un poeta. Incontro con Ezra Pound, Milano, ObarraO Edizioni, 2005, ISBN 9788887510218.
- Lisetta Carmi, Lisetta Carmi, ho fotografato per capire, a cura di Giovanna Chiti, Roma, Peliti Associati, 2014, ISBN 978-8889412602.
- Lisetta Carmi, La bellezza della verità, a cura di G.B. Martini, Roma, Postcart, 2018, ISBN 978-88-98391-84-4.
- Lisetta Carmi, Shri Babaji Mahavatar dell’Himalaya, Roma, Postcart, 2019, ISBN 978-88-98391-91-2.[36]
- Lisetta Carmi: Voci allegre nel buio : fotografie in Sardegna 1962-1976, (a cura di) Luigi Fassi, Giovanni Battista Martini, Venezia, Marsilio, 2020, ISBN 978-88-297-0585-6
- Lisetta Carmi, I travestiti, Contrasto, Roma 2022 ISBN 978-88-6965-906-5 (Prima edizione delle foto inedite a colori del servizio del 1965-1970). Riedizione[37]

## Film
Nel 2010 Daniele Segre ha realizzato il film Lisetta Carmi, un'anima in cammino che il 3 settembre 2010 viene presentato alla 67ª Mostra Internazionale d'Arte Cinematografica di Venezia, durante le Giornate degli autori.

## Mostre (selezione)
Durante la sua carriera Lisetta Carmi ha partecipato a numerose esposizioni sia collettive che individuali in varie città italiane ed estere. Fra queste si ricordano:
- “Tracce di Lisetta Carmi – nel cuore dell’ashram” presso Palazzo Lagravinese di Cisternino, mostra permanente
- Regards et Sourires presso la Maisons de la Culture de Rennes 1991
- Il senso della vita - Ho fotografato per capire presso il Palazzo Ducale di Genova fra il 2015 e il 2016
- Mostra nell’ambito della IV edizione di Castelnuovo Fotografia 2016[39] [40]
- Protagonisti e percorsi della fotografia italiana nel Secondo Novecento presso il Macof presso il Centro della fotografia italiana a Brescia nel 2016
- Lisetta Carmi, Below the mantle presso Galerie Antoine Levi a Parigi nel 2018[41]
- La bellezza della verità presso il Museo di Roma in Trastevere fra il 2018 e il 2019[42]
- Da Genova verso il resto del mondo presso il Centro Italiano della Fotografia d'Autore a Bibbiena nel 2019[43]
- Soggetto Nomade presso il Centro Internazionale di Fotografia di Palermo nel 2019[44]
- Voci allegre nel buio - Fotografie in Sardegna 1962 - 1976, Termoli, dal 14 settembre 2021 al 16 gennaio 2022, MACTE (Museo di Arte Contemporanea di Termoli)
- Viaggio in Israele e Palestina, Casale Monferrato 2022, mostra realizzata in occasione del MonFest, la Biennale internazionale di fotografia[30]
- Lisetta Carmi. Suonare Forte, presso le Gallerie d'Italia di Torino, dal 22 settembre 2022 al 22 gennaio 2023[45]

## Premi e riconoscimenti
- Premio cultura della fotografia per il reportage Métropolitain, Fermo, 1966
- Prix Nièpce Italia per il reportage Ezra Pound, Amsterdam, 1966
- Premio Mediterraneum, Modica, 2016
- Premio Marco Bastianelli, Roma, 2016[46] con una presentazione critica di Patrizia Pentassuglia